# Girolamo de Alesani
Baronul Girolamo de Alesani, în germană Hieronymus Freiherr von Alesani, (n. 1830, Zara – d. 8 februarie 1887, Cernăuți) a fost un înalt consilier habsburgic, deputat în Consiliului imperial (Reichsrat) precum Landeschef (Statthalter) al Ducatului Bucovina de origine italiană.

## Biografie

### În Dalmația și Trentino

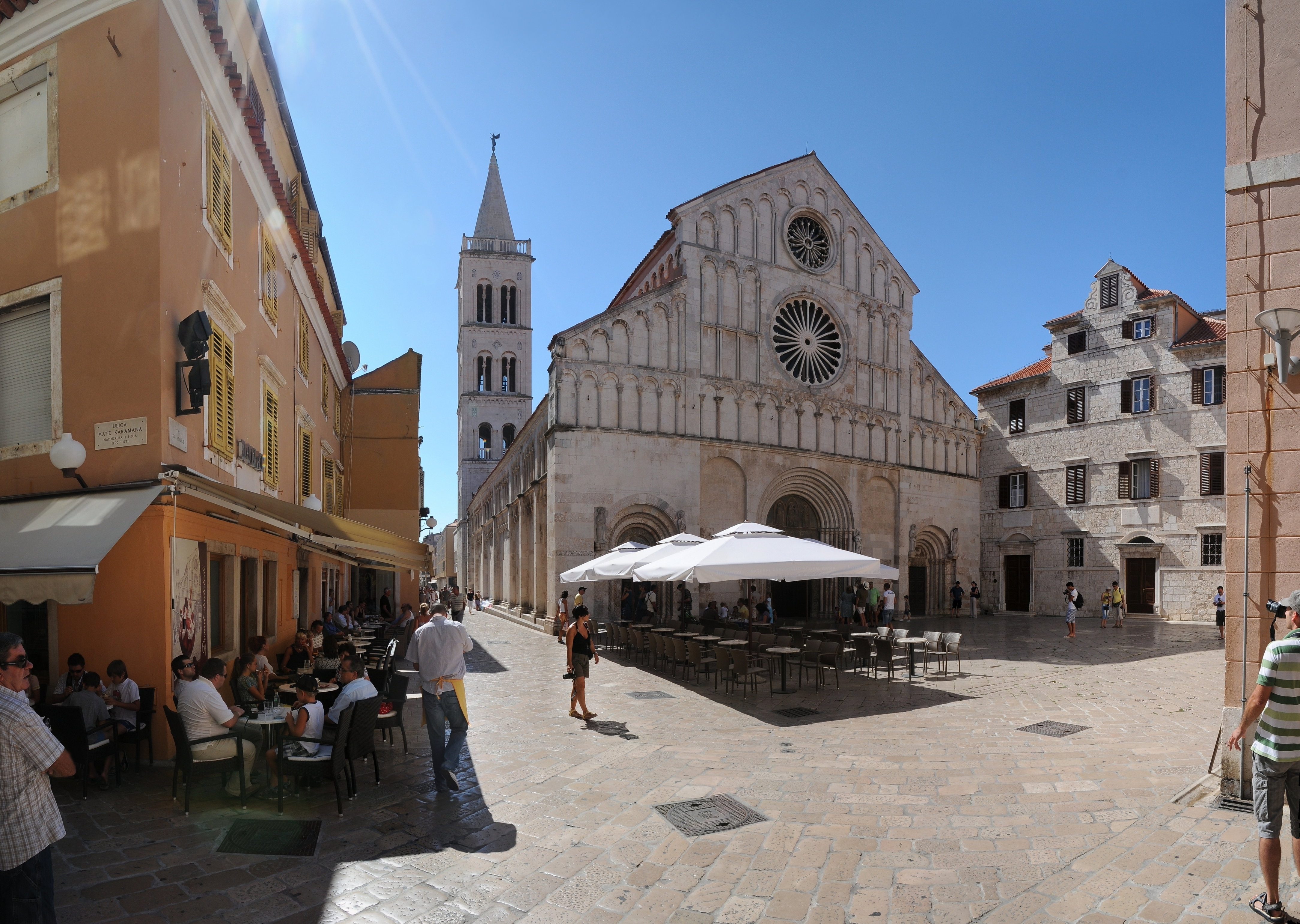
Zadar (Zara)

În anul 1858, tânărul Alesani, jurist promovat, nepot al canonicului arhiepiscopiei Zara și Spalato (Split) cu același prenume, și-a început cariera ca conceptist, apoi secretar (1 mai 1859), numit de împărat consilier de guvern cu titlu și rang precum însărcinat cu conducerea districtului Split (15 octombrie 1861), avansând în 1864 la funcția de consilier prezidial, toate funcțiile în cadrul guvernământului militar și civil sub generalul comandant Feldmarschalleutnant (mai târziu Feldzeugmeister) Lazarus baron de Mamula (n. 22 mai.1795 – d. 12 ianuarie.1878) în Zara, urcând din nou în carieră după puține luni la rangul de căpitan de județ (Kreishauptmann). În urmare, Alesani a fost de mare folos pentru guvern ca delegat pentru regularea granițelor între Italia și Austria (1866).

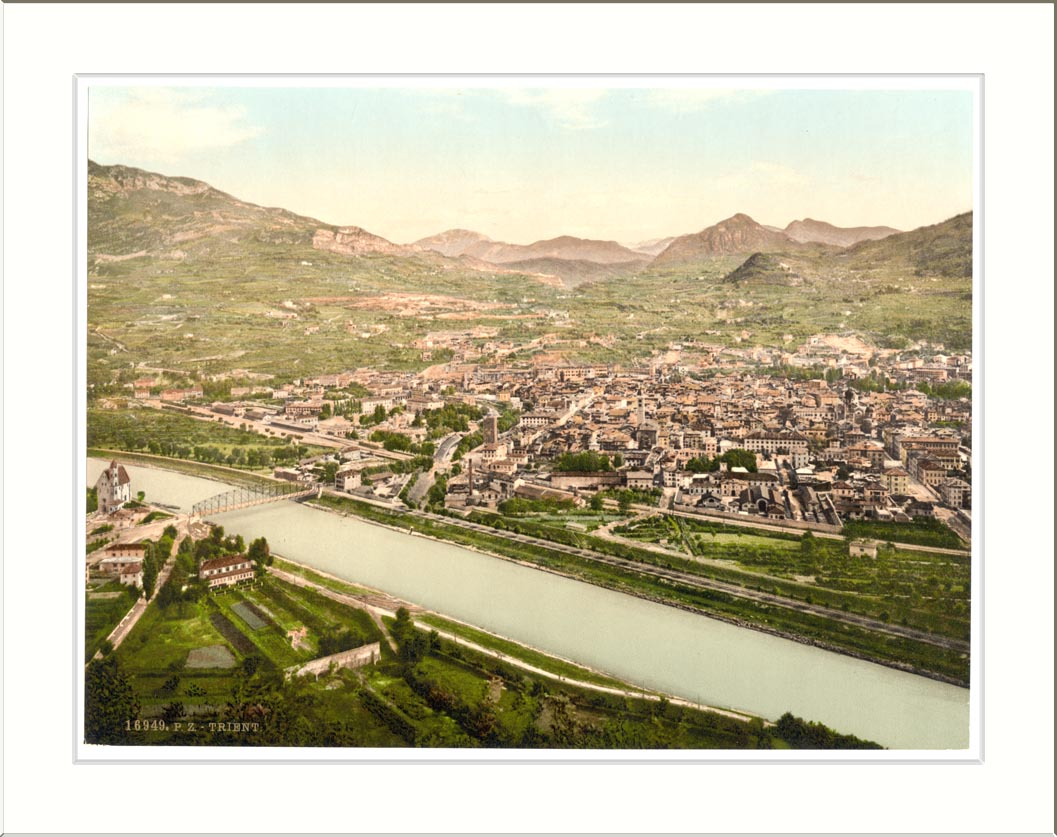
Trento (Trient) pe la 1870

În anul 1864, el a fondat Partidul Constituțional în ciuda autonomiștilor, fiind ales deputat în dieta Dalmației pentru acest partid, iar pe 22 octombrie al anului a devenit și membru al Consiliului imperial (Reichsrat) din Viena. După ce generalul de origine croată Gabriel Joseph baron de Rodich (1812-1890) a preluat regimul peste Dalmația, acesta a favorizat compatrioții săi croați, oprimând marea minoritate a italienilor precum partidul constituțional. 
Dezamăgit, Alesani a părăsit patria și a fost trimis, în calitate de consilier guvernamental (Hofrat) dirigent, la Trento (1 octombrie 1870). În ziua de 18 aprilie 1871, el a fost onorat de către împărat cu Ordinul Leopold în rang de cavaler. În Trentino, consilierul a fost foarte apreciat și populația  a avut mare încredere în el. Astfel a fost delegat ca deputat pentru Reichsrat. Pe 9 februarie 1872, deputații municipiului Arco au acordat politicianului cetățenia  de onoare.

### În Bucovina

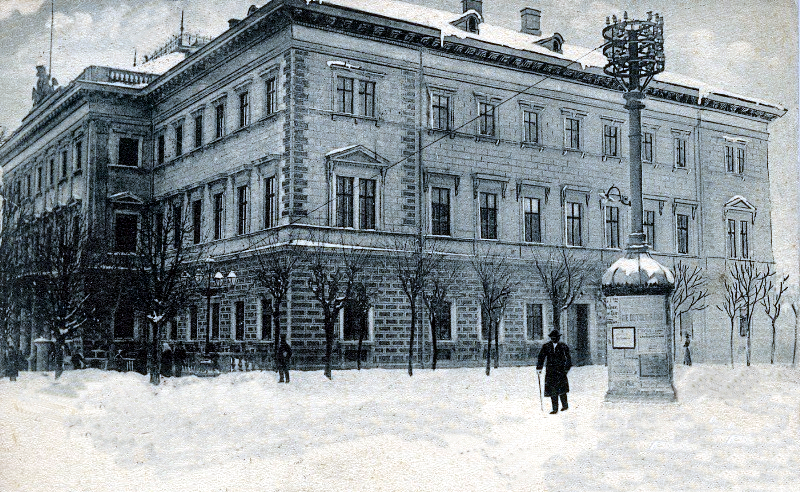
Sediul guvernatorului Bucovinei 1873–1905

Pe 7 iulie 1874 a fost numit de către împăratul Franz Joseph I guvernator al ducatului Bucovinei, funcție pe care a început-o pe  data de 18 octombrie 1874, întreținut-o până la moartea sa. Pe lângă domeniul de activitate administrativă, Alesani s-a angajat și ca politician pentru interesele Bucovinei. Astfel el a fost votat membru al Consiliului imperial (Reichsrat) din Viena pentru județului Cozmeni (1874-1879). După ordinul de retragere, hotărât de prim-ministrul Eduard conte de Taaffe, Alesani a fost ales membru al Dietei Bucovinei, mai întâi pentru Cozmeni, apoi pentru Siret, fiind subaltern mareșalului țării în acest domeniu.
Pentru ridicarea Universității din Cernăuți, Alesani s-a angajat puternic, făcând rost de un credit peste 250.000 fl. precum de donații de peste 50.000 fl. (la care a contribuit și el cu o sumă mare).
Pe 17 octombrie 1877, Alesani s-a căsătorit la Viena cu Eugenie (1858-1926), fiica marelui întreprinzător Eduard Haas von Teichen (1827-1880), [astăzi fabrica de producție de covoare și mobilier Philipp Haas & Söhne]. Soții au avut un fiu, Zeno (n. 18 august 1880, Cernăuți), inventor care aobținut mai multe patente privind atașamente pentru biciclete și motociclete în SUA și Canada. Prin această legătură Alesani a devenit milionar. Văduva Eugenie a mai trebuit să plătească încă în 1910 impozite anuare de peste 100.000 fl.
Guvernatorul a fost decorat pe 28 octombrie 1877 cu Ordinul Împărătesc al Coroanei de Fier de clasa a 2-a și, ca urmare, ridicat la rangul de Baron austriac prin  cea mai înaltă rezoluție al împăratului Franz Joseph I din 1 martie 1878 la Viena. Titlul baron era doar valabil pentru el și urmașii săi legali. Deja din primii lui ani în Bucovina, s-a dezvoltat o prietenie foarte strânsă între Alesani și  baronul Alexandru Wassilko de Serecki. Ambii s-au angajat intensiv pentru autonomia și egalitatea tutor etnii în imperiu sub scutul austriac. Pe panglica coroanei la înmormântarea guvernatorului, mareșalul Bucovinei Wassilko, a scris: „Prietenului meu fidel și neuitat.”
Politicianul, foarte apreciat de toate straturile și etniile populației bucovinene, a fost cetățean de onoare de Cernăuți. A murit surprinzător, la vârsta de numai 57 de ani, în urma unui stop cardiac.

## Decorații

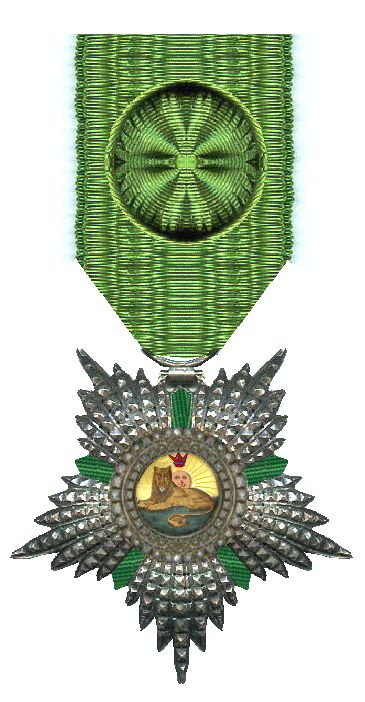
Ordinului Soarelui și Leului, ofițer

Politicianul a primit o serie de decorații, între altele:
- Ordinul Coroanei de Fier de clasa 2-a  (28 octombrie 1877)
- Crucea de cavaler al Ordinului Leopold (18 aprilie 1871)
- Ordinul imperial rus „Sfântul Stanislas” de clasa I
- Ordinul cavaleresc regal italian al „Sfinților Mauritius și Lazar”
- Ordinul împărătesc persan de mare ofițer al Ordinului Soarelui și Leului (24 ianuarie 1873)[19]
- Ordinul Friedrich de comandor de clasa a 2-a al  Regatului Württemberg (23 septembrie 1873)[20]